# Murphy Lee
Murphy Lee, född 1979, är en amerikansk rappare och medlem i rappgruppen St. Lunatics.

## Diskografi

### Album
- 2003: Murphy's Law[4]
- 2008: You See Me[4]